# Kamenz
För orten Kamenz i Schlesien, se Kamieniec Ząbkowicki.
Kamenz (Sachsen) (sorbiska: Kamjenc (Sakska)) är en stad (große Kreisstadt) i Landkreis Bautzen i förbundslandet Sachsen i Tyskland. Staden har cirka 17 000 invånare.

## Geografi
Kamenz (avlett från sorbiska Kamjenc som betyder "liten ort vid sten") ligger i östra delen av Freistaat Sachsen, nordöst om Dresden i västra Lausitz. Norr om staden sträcker sig Heide- und Teichlandschaft (hed- och vattenlandskap med många småsjöar), medan bergsområdet Westlausitzer Bergland börjar söder om staden.

### Stadsdelar
Kamenz (Kamjenc)
| - Bernbruch (Barbuk) - Deutschbaselitz (Němske Pazlicy) - Gelenau (Jelenjow) - Hennersdorf (Hendrichecy) - Jesau (Jěžow) | - Lückersdorf (Łukajecy) - Schiedel (Křidoł) - Thonberg (Hlinowc) - Wiesa (Brěznja) - Zschornau (Čornow) |

## Galleri

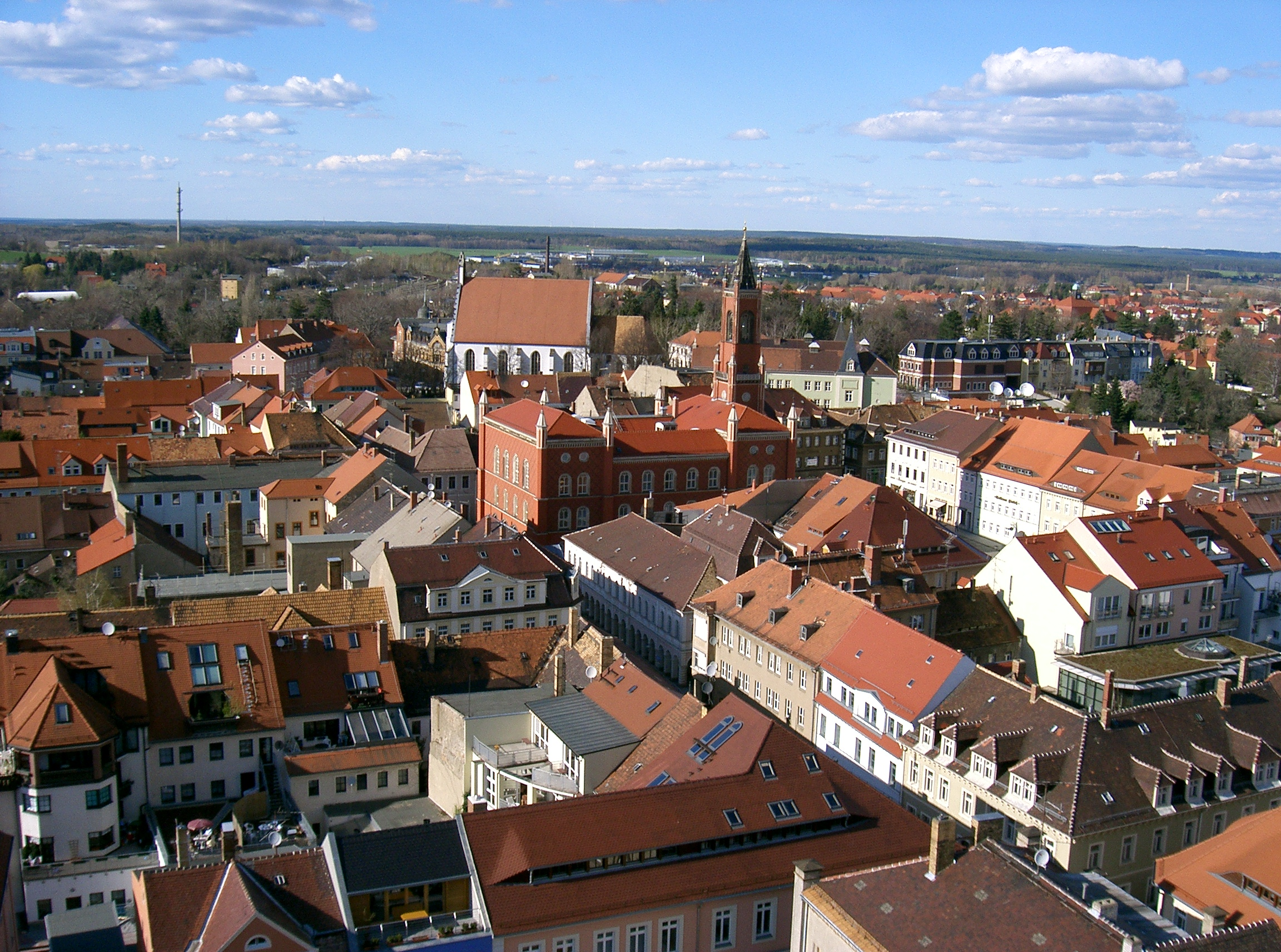
Vy över centrala Kamenz
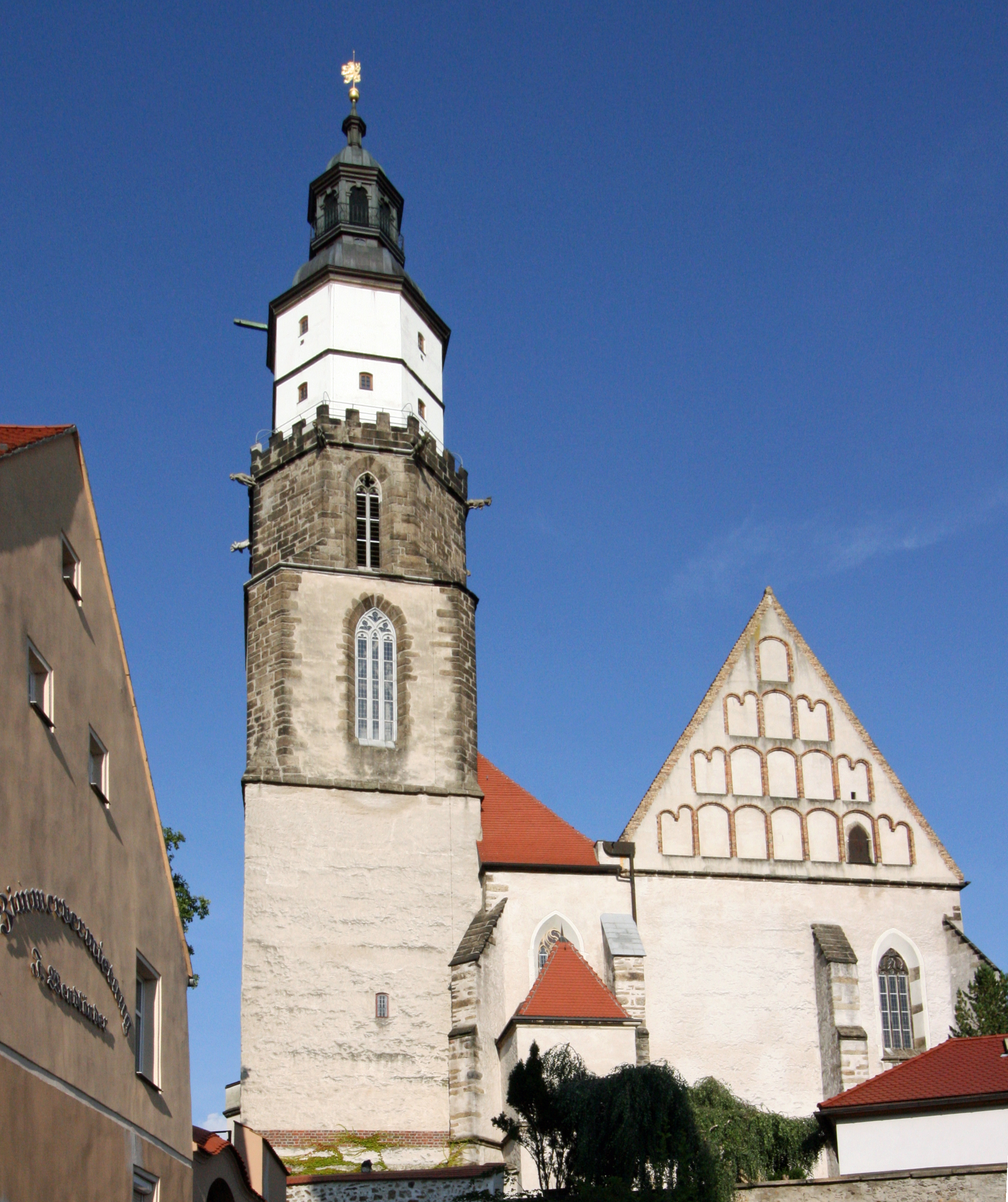
Mariakyrkan i Kamenz
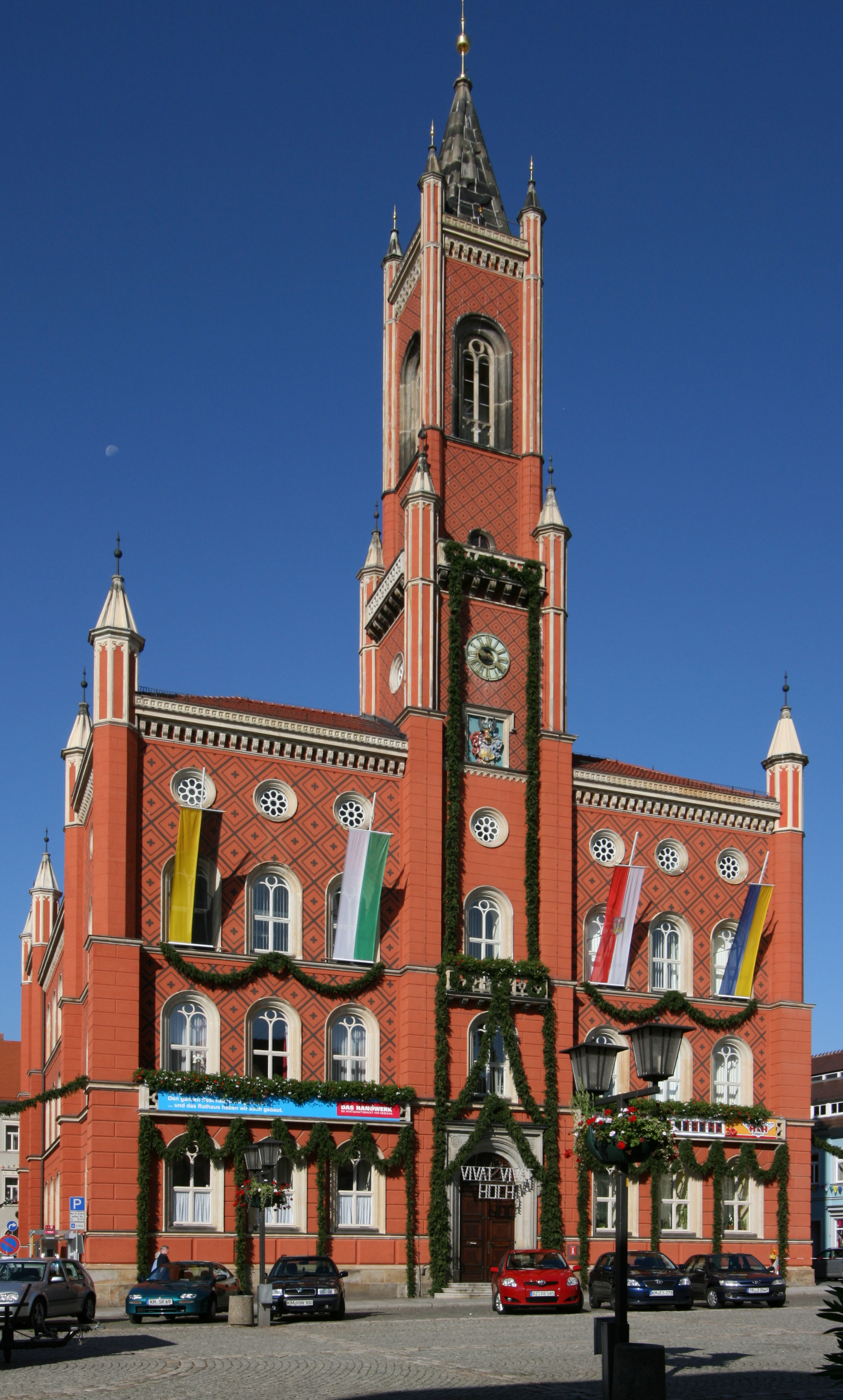
Rådhuset i Kamenz